# 마이클 마코비츠
마이클 마코비츠(Michael Markowitz, 1961년 8월 15일 ~ )는 미국의 각본가, 배우, 텔레비전 배우이다.
뉴욕에서 태어났다.

## 영화
- 스트레스를 부르는 그 이름 직장상사 (2011년)
- 벡커 (1998년)
- 라스트 리소트 (1986년)